# Gestapo-Personenakten der Leitstelle Düsseldorf

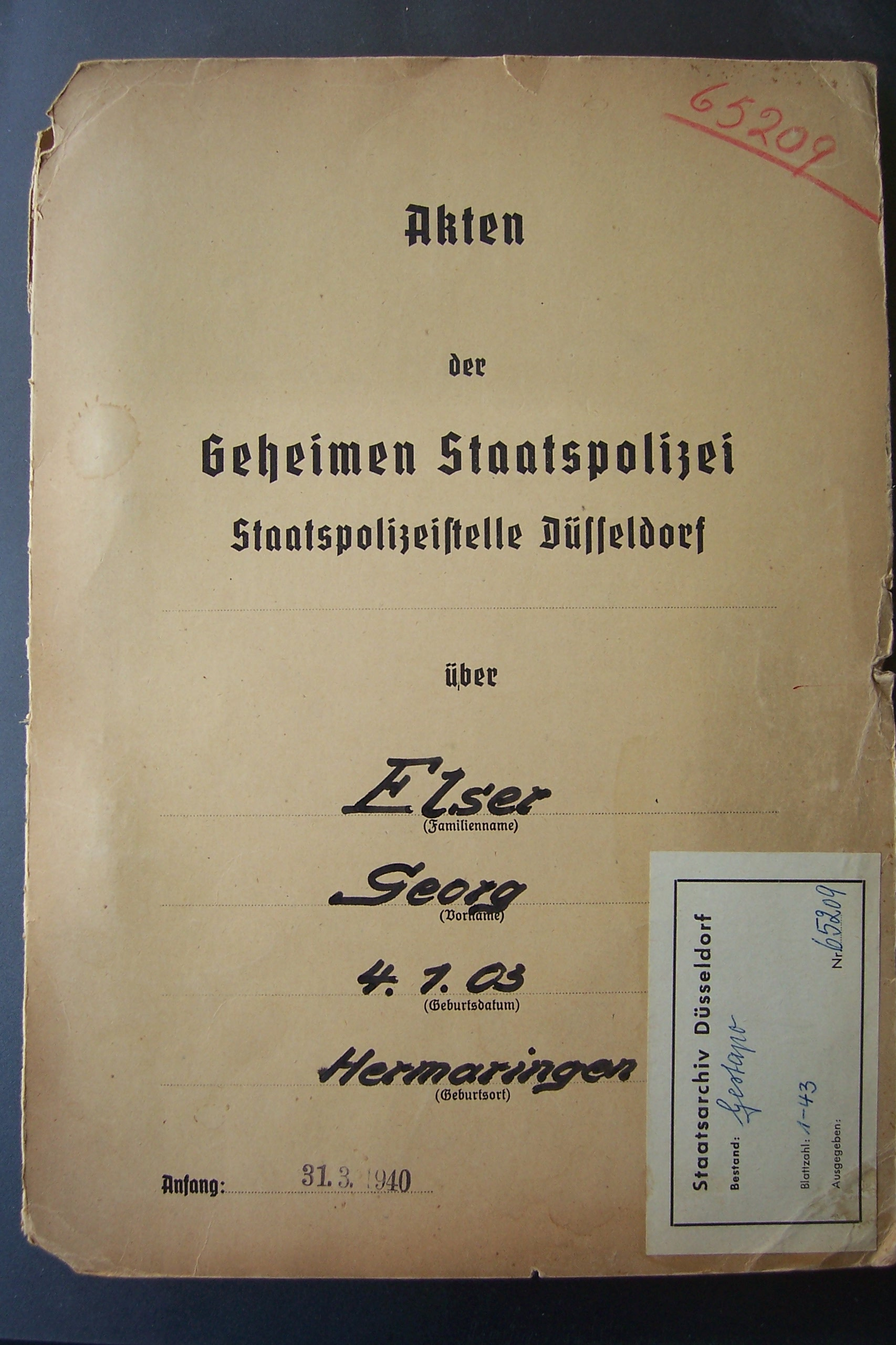
Titelblatt der Personenakte des Hitler-Attentäters Georg Elser

 Die Akten der Staatspolizeileitstelle Düsseldorf wurden von 1933 bis 1944 von den dortigen Mitarbeitern angelegt und geführt. Sie dienten dem Zweck, belastendes Material und Beweise über politisch Oppositionelle, „Landesverräter“, Roma, „Asoziale“, Homosexuelle und weitere als verdächtig angesehene Personen zu sammeln, die sich im räumlichen Zuständigkeitsbereich der Leitstelle aufhielten. Die Gestapo bezeichnete das Schriftgut ursprünglich als „Personalakten“. Um Missverständnisse mit dem gleichnamigen Schriftgut aus dem Bereich der Personalwirtschaft zu vermeiden, wird das Quellenmaterial allgemein „personenbezogene Akte“ oder „Personenakte“ genannt. Der Bestand stellt mit ca. 72.000 Akten den größten erhaltenen Aktenfundus der Gestapo dar und wird heute im Landesarchiv Nordrhein-Westfalen Abteilung Rheinland, dem ehemaligen Hauptstaatsarchiv Düsseldorf, überliefert.

## Geschichte
Die Staatspolizeileitstelle Düsseldorf war nach der Staatspolizeileitstelle Berlin die zweitgrößte Gestapo-Stelle im nationalsozialistischen Deutschen Reich. Allein 1941 unterlagen ungefähr 4,15 Millionen Menschen den 349 Mitarbeitern der Dienststelle. Nach einem Luftangriff im Sommer 1943 wurde das in der Düsseldorfer Prinz-Georg-Straße befindliche Dienstgebäude der Gestapo schwer beschädigt. Eine Dezimierung des Aktenbestandes ist zwar angesichts der äußeren Umstände denkbar, kann aber nicht mit Sicherheit belegt werden. Die Leitstelle sollte anschließend ins benachbarte Ratingen verlegt und die Gestapo-Akten ausgelagert werden. Im Oktober 1944 wurde ein Großteil des Bestandes in ein Fabrikgebäude in Löhne transportiert. In einer mehrtägigen Aktion wurden wahrscheinlich viele Akten verbrannt, bevor der Rest Anfang 1945 zunächst kurzfristig nach Wuppertal und anschließend in die Baracken des Konzentrationslagers Wewelsburg-Niederhagen gelangte. Dort wurde der gesamte Bestand zum Ende des Zweiten Weltkrieges von den US-amerikanischen Streitkräften beschlagnahmt.
Die US-amerikanische Besatzungsbehörde ordnete den Fund und nutzte ihn in der Nachkriegszeit vornehmlich zu juristischen Zwecken, um Schuldfragen und Wiedergutmachungsfälle zu klären. Nach Aussage der Britischen Militärregierung, die die Gestapo-Akten von den USA übernahm, waren seit der Beschlagnahmung ein nicht näher definierter Teil des Bestandes vernichtet worden. 1950 begannen Verhandlungen um den Verbleib der Akten, die nach anderthalb Jahren zugunsten der Bundesrepublik endeten. Das britische Land Commissioner’s Office übergab den Bestand im April 1952 an das Hauptstaatsarchiv Düsseldorf.
Der Bestand wurde im Laufe der Jahre erweitert. 2001 erhielt das Landesarchiv Gestapo-Personenakten über hauptsächlich niederländische Staatsangehörige vom Amsterdamer Rijksinstitut Voor Oorlogsdocumentatie (Niederländisches Institut für Kriegsdokumentation). Das Schriftgut war den Niederlanden 1955 von den Alliierten Besatzungsmächten übergeben worden.
2009 übergab das Bundesarchiv einige personenbezogene Gestapo-Akten aus den Altbeständen verschiedener Institutionen an das Landesarchiv NRW. Zu diesen zählten das Ministerium für Staatssicherheit, die Zentrale Parteikontrollkommission und das Deutsche Zentralarchiv in Potsdam. Wie die genannten DDR-Institutionen in den Besitz der Dokumente gelangten, konnte bislang nicht rekonstruiert werden.

## Bestand

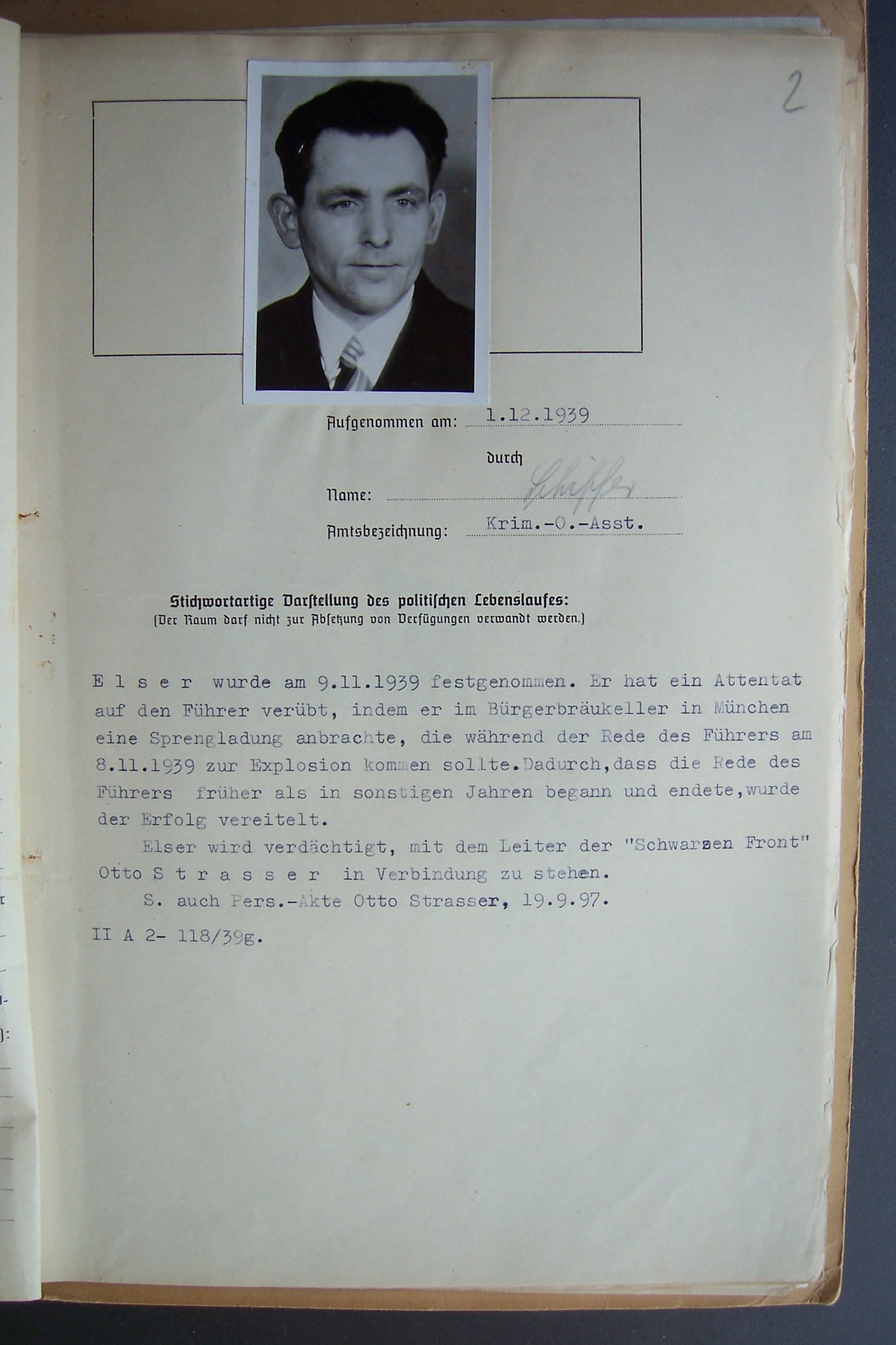
Deliktblatt aus der Personenakte des Hitler-Attentäters Georg Elser

Der Bestand ist vollständig erschlossen und umfasst ca. 72.000 überlieferte personenbezogene Akten der Gestapoleitstelle Düsseldorf mit den Außenstellen Duisburg, Essen, Mönchengladbach, Krefeld, Oberhausen, Wuppertal sowie der Grenzkommissariate Emmerich, Kaldenkirchen und Kleve. Der ursprüngliche Bestand war 1944 noch größer, wurde aber durch die Kriegseinwirkung und gezielte Aktenvernichtung dezimiert. Die Laufzeit umfasst die Jahre von 1926 bis 1944, was an der Übernahme von Polizeiakten bestimmter Personengruppen (Fremdenlegionäre, Separatisten und Kommunisten) aus der Zeit der Weimarer Republik liegt. Die auch heute noch gültige Bestandsordnung wurde von der US-amerikanischen Militärregierung erarbeitet und anschließend von der britischen Militärregierung und dem Landesarchiv Düsseldorf übernommen. Die Akten sind durchnummeriert und auf personenbezogenen und alphabetisch geordneten Karteikarten verzeichnet. Entgegen archivischen Grundsätzen fand bei der Erschließung eine Vermengung der Provenienzen statt, was jedoch angesichts der großen Aktenmassen nicht korrigiert wurde. Zusätzlich erleichterte diese Ordnung die Recherche in den personenbezogenen Akten.
Eine Dienstanweisung des Geheimen Staatspolizeiamtes legte eine personenbezogene Führung von Einzelakten fest, was in der Praxis jedoch nicht immer eingehalten wurde. So sind Sammelakten überliefert, in denen Vorgänge mit mehreren involvierten Personen festgehalten sind, obwohl das Vergehen in den Akten aller Beteiligten hätte abgelegt werden sollen. Die eigentliche Personenakte bestand aus einer Haupt-, eventuell auch aus einer Nebenakte einer Gestapo-Außendienststelle.

## Aktenaufbau
Der Aufbau einer Akte folgt stets demselben Muster. Als Deckblatt fungiert ein Personalbogen, der alle relevanten Daten und Identifizierungsmerkmale zur erfassten Person wiedergibt. Neben der Adresse, dem ausgeübten Beruf, dem Bildungsgang und dem politischen Werdegang wurden unter anderem auch die Personalien der Eltern sowie deren aktueller Aufenthaltsort festgehalten. Weiterhin beinhaltet der Bogen 17 Angaben, die eine genaue körperliche Beschreibung des jeweiligen Betroffenen ermöglichen sollten. Außer optisch dominanten Merkmalen wie der Augen- und Haarfarbe sind auch besondere Aspekte wie die Haltung oder der Gang mit mehreren Vorgaben vermerkt. Allein der Gang bot folgende Möglichkeiten: „schleppend, lebhaft, schwankend, leicht, graziös, ruhig und gemächlich, hinkend, auffällig, große oder kleine Schritte, steifbeinig“. Zutreffendes galt es zu unterstreichen oder neben der einzelnen Kategorie zu notieren. Am Ende des Bogens war Platz für drei Lichtbilder in der Größe eines Passfotos gelassen, deren Aufnahmedatum und Fotograf ebenfalls angegeben werden mussten.
In der Regel folgte anschließend eine Begründung über die Anlegung der Akte. Größtenteils waren die erfassten Personen politisch auffällig geworden, was sowohl eine aktive kommunistische Tätigkeit als auch eine unbedarfte Äußerung gegen das NS-Regime beispielsweise in Form einer Beleidigung der SA bedeuten konnte. Im weiteren Verlauf umfasste die Akte schriftliche Informationen über die Person. Hier dominieren Berichte, Verhörprotokolle, Zeugenaussagen und behördliche Korrespondenz. Aber auch Formulare, individuelles Schriftgut und Zeitungsformulare sind zu finden. Jede Kleinigkeit wurde gesammelt, die das Vergehen der Person auch nur annähernd „belegte“. Häufig enden die Akten mit der Einweisung des Betreffenden in ein Konzentrationslager.
Die signifikante Bedeutung des erhaltenen Bestandes, dessen umfangreiche Größe als einmalig gilt, ist vielfältig. In der direkten Nachkriegszeit diente er den Besatzungsmächten als Informationsquelle insbesondere für Prozesse über nationalsozialistische Täter und politisch motiviertes Unrecht. Darauf aufbauend wurde der Aktenbestand bis in die 1960er Jahre in juristischem Zusammenhang genutzt, um zeitgenössische Wiedergutmachungsfälle zu klären. Doch auch in historischer Hinsicht stellt der überlieferte Bestand eine wertvolle Quellensammlung dar. Die Akten geben neben wichtigen Informationen zur NS-Geschichte auch Auskunft über die Geschichte des Widerstandes, der zum Ende der nationalsozialistischen Diktatur im Großraum Düsseldorf erstarkte (Aktion Rheinland, Edelweißpiraten). Auch lassen sich wichtige Anhaltspunkte über die strukturelle Entwicklung von Organisationen oder die Stimmungslage der Bevölkerung finden.

## Akteneinsicht

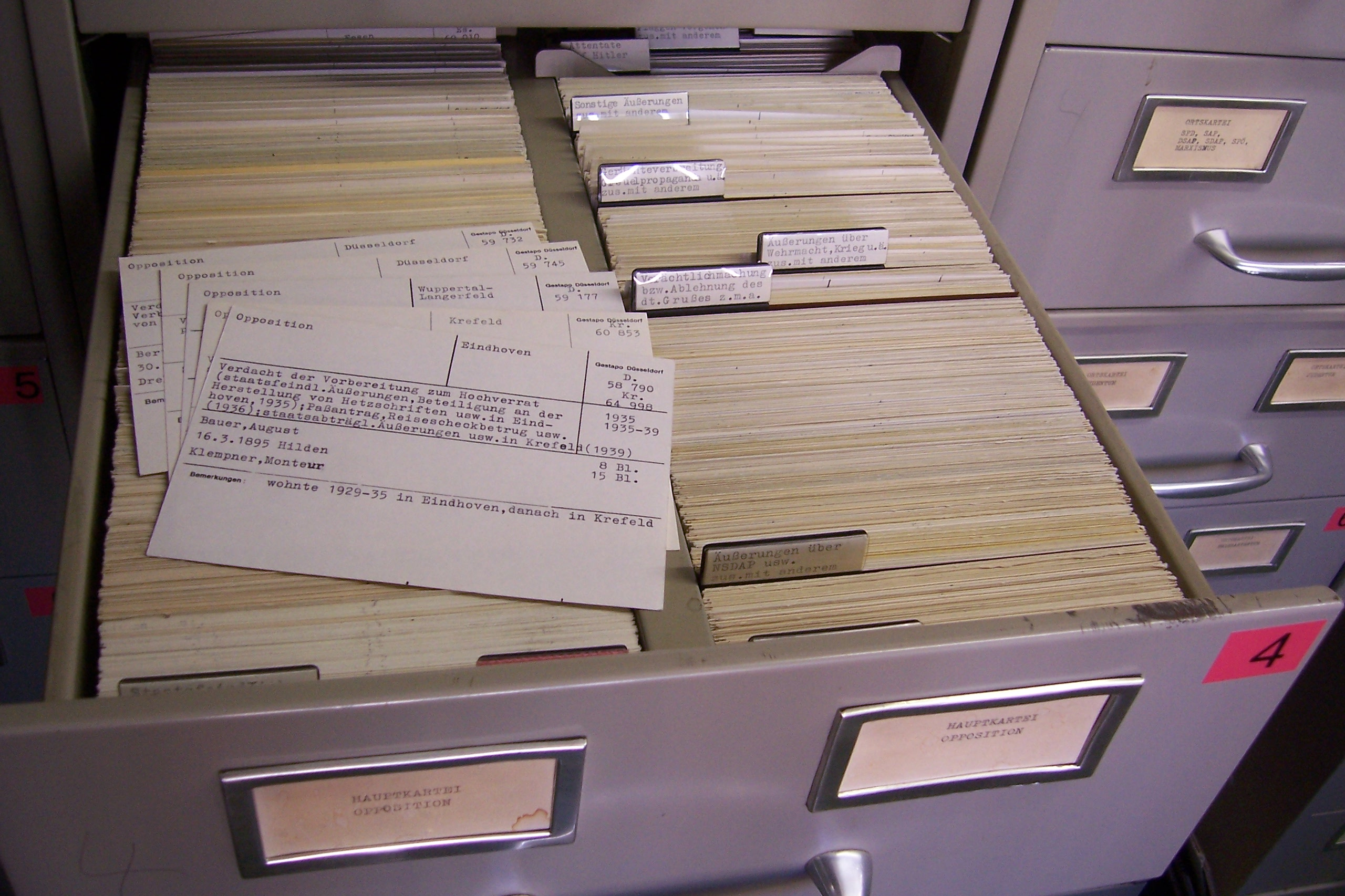
Karteikarten zu den Personenakten der Staatspolizeileitstelle Düsseldorf

Für eine Nutzung des Archivguts muss ein Antrag auf Sondergenehmigung an das Landesarchiv NRW gerichtet werden, weil viele der Akten noch schützenswerte personenbezogene Daten enthalten und somit nach § 7 des Archivgesetzes Nordrhein-Westfalen gesperrt sind. Akten über Personen, die nachweislich seit mindestens 10 Jahren verstorben sind oder vor über 100 Jahren geboren wurden, sind frei zugänglich. Auch für die wissenschaftliche Nutzung können Akten auf Antrag zur Einsicht freigegeben werden. Die Recherche erfolgt über eine in ein Bandrepertorium umgeschriebene und alphabetisch geordnete Personenkartei oder eine deliktbezogene Schlagwortkartei, die nachträglich in den 1960er Jahren von den Mitarbeitern des damaligen Hauptstaatsarchivs Düsseldorf angelegt wurde. Auf den Karteikarten sind jeweils Name, Geburtsdatum, Geburtsort der Person und die Aktennummer vermerkt.
Die Akten liegen vollständig als Digitalisate vor und werden nur bei dringlicher Notwendigkeit als Originale herausgegeben.

### Bestände und Findbücher
- Die Bestände des Nordrhein-Westfälischen Hauptstaatsarchivs, Kurzübersicht. 3. neubearbeitete und erweiterte Auflage. Selbstverlag des Nordrh.-Westf. Hauptstaatsarchivs, Düsseldorf 1994.
- Findbuch im Landesarchiv Düsseldorf: RW 58; Findbücher 411.03.1-30, 7 Karteien.

### Sekundärliteratur
- Das Schriftgut der NSDAP, ihrer Gliederungen und angeschlossenen Verbände in der Überlieferung staatlicher Behörden im Bereich des heutigen Landes Nordrhein-Westfalen.Teil 1-3. Eingeleitet von Peter Dohms und Klaus Wisotzky, bearbeitet von Klaus Wisotzky. Selbstverlag des Nordrh.-Westf. Hauptstaatsarchivs, Düsseldorf 1981.
- Das Schriftgut der NSDAP, ihrer Gliederungen und angeschlossenen Verbände in der Überlieferung staatlicher Behörden im Bereich des heutigen Landes Nordrhein-Westfalen. Teil 4. Bearbeitet von Annelie Buntenbach und Hans Georg Radel. Selbstverlag des Nordrh.-Westf. Staatsarchivs, Detmold 1983.
- Peter Dohms: Flugschriften in Gestapo-Akten. Nachweis und Analyse der Flugschriften in den Gestapo-Akten des Hauptstaatsarchivs Düsseldorf. Mit einem Literaturbericht und einer Quellenübersicht zu Widerstand und Verfolgung im Rhein-Ruhr-Gebiet 1933–1945. Herausgegeben vom Hauptstaatsarchiv Düsseldorf. Respublica-Verlag, Siegburg 1977.
- Peter Koblank: Elser-Akte der Gestapo Düsseldorf – Zeitgeschichtlich hochinteressant, aber für die Elser-Forschung eher irrelevant, Online-Edition Mythos Elser 2020.
- Julia Lederle: Gestapo-Personenakten, in: Unbekannte Quellen: „Massenakten“ des 20. Jahrhunderts. Untersuchungen seriellen Schriftguts aus normierten Verwaltungsverfahren, Bd. 2. Herausgegeben von Jens Heckl, Düsseldorf 2012.
- Jan Ruckenbiel: Soziale Kontrolle im NS-Regime. Protest, Denunziation und Verfolgung. Zur Praxis alltäglicher Unterdrückung im Wechselspiel von Bevölkerung und Gestapo. Köln 2003.
- Gisela Vollmer: Der Bestand Gestapoleitstelle Düsseldorf im Hauptstaatsarchiv Düsseldorf. Zur Erschließung von Personenakten. In: Der Archivar. Mitteilungsblatt für deutsches Archivwesen 2/1963, S. 287–294.